# شایبلینگ‌کریشن ترنبرگ
شایبلینگ‌کریشن ترنبرگ (به آلمانی: Scheiblingkirchen-Thernberg) یک منطقهٔ مسکونی در اتریش است که در ناحیه نوین‌کیرشن واقع شده‌است. شایبلینگ‌کریشن ترنبرگ ۱٬۸۲۱ نفر جمعیت دارد.